# Sekulovo
Sekulovo (bulgariska: Секулово) är ett distrikt i Bulgarien.   Det ligger i kommunen Obsjtina Dulovo och regionen Silistra, i den nordöstra delen av landet, 300 km öster om huvudstaden Sofia.
Trakten runt Sekulovo består till största delen av jordbruksmark. Runt Sekulovo är det ganska glesbefolkat, med 29 invånare per kvadratkilometer.